# Countesthorpe
Countesthorpe är en ort och civil parish i Storbritannien.   Den ligger i grevskapet Leicestershire och riksdelen England, i den södra delen av landet, 130 km nordväst om huvudstaden London. Countesthorpe ligger 95 meter över havet och antalet invånare är 6 535.
Terrängen runt Countesthorpe är platt. Runt Countesthorpe är det tätbefolkat, med 530 invånare per kvadratkilometer. Närmaste större samhälle är Leicester, 9,5 km norr om Countesthorpe. Trakten runt Countesthorpe består till största delen av jordbruksmark.